# Open source intelligence
Open source intelligence (OSINT), vilket fritt kan översättas till ungefär underrättelseverksamhet med hjälp av öppna källor, innebär att man med genom att sammanställa olika typer av fritt tillgänglig information kan dra slutsatser om någonting som motparten inte haft för avsikt att offentliggöra. Termen används framför allt militärt, men även industrin. Open source intelligence är de flesta fall inte olagligt, eftersom all information som används finns fritt och lagligt tillgänglig. Motsatsen är spionage, då man avsiktligt försöker få ta del av hemlig information med mer eller mindre olagliga metoder.
Exempel på informationskällor vid open source intelligence är dels information som avsiktligen sprids, till exempel företags via reklambroschyrer, webbplatser, årsredovisningar och liknande, dels offentliga handlingar om bygglov, tillstånd med mera. Även i till exempel platsannonser kan viss information utläsas. Vidare kan offentliga handlingar i form av politiska dokument (dagordningar, protokoll etc.) och besök vid öppna politiska debatter tjäna som informationskälla. Även kunders och leverantörers information och pressmeddelanden kan ge upplysningar om ett företag man vill ta reda på något om:
Vi har köpt en Produkt X av Företag Y  →  Företag Y tillverkar Produkt X, trots att det officiellt inte finns med bland deras produkter.
Vi har fått kontrakt på att sälja 4 st maskin B till företag A  →  Vad ska företag A börja tillverka, om de behöver 4 st maskin B?